# Teste de Dickey-Fuller
Em estatística, o teste de Dickey-Fuller foi criado para verificar se um modelo autorregressivo tem ou não raiz unitária.
O teste foi sugerido por Dickey e Fuller (daí o nome) em 1979, no artigo intitulado "Distribution of the Estimators for Autoregressive Time Series with A Unit Root" publicado no periódico "Journal of the American Statistical Association".

## Explicação básica
Um  modelo auto-regressivo AR(1) simples  {\displaystyle y_{t}=\rho y_{t-1}+u_{t}\,}tem raiz unitária se  {\displaystyle \rho =1}, pois  {\displaystyle \Delta y_{t}=(\rho -1)y_{t-1}+u_{t}}, sendo {\displaystyle \Delta } o operador diferença. O teste feito sobre os resíduos não permite usar a distribuição t-student, sendo por isso usada a distribuição de probabilidades especifica Dickey–Fuller.  